# 卡維馬斯
卡維馬斯是委內瑞拉的城市，也是蘇利亞州的首府，位於該國西北部馬拉開波湖畔，距離馬拉開波20公里，始建於1758年，面積862平方公里，海拔高度3米，2007年人口普查數為268,006人。